# Élections territoriales de 2017 en Corse
Les élections territoriales de 2017 en Corse ont lieu les 3 et 10 décembre 2017. La totalité des sièges des 63 conseillers de l'Assemblée de Corse sont en jeu, ces derniers devant par la suite désigner le Conseil exécutif de Corse.
L'élection est gagnée par la liste nationaliste corse Pè a Corsica, qui remporte la majorité absolue.

## Contexte
Ces élections ont lieu deux ans seulement après celles de décembre 2015, remportées par la coalition nationaliste (Femu a Corsica et Corsica libera, fusionnée au second tour), en raison de la mise en place, au 1er janvier 2018, de la collectivité unique de Corse amenée à remplacer les deux départements et la collectivité territoriale de Corse. 

## Campagne
La date limite de dépôt des listes a été fixée au lundi 6 novembre 2017.

## Mode de scrutin
Il s'agit d'une élection proportionnelle à deux tours avec prime de 11 sièges au deuxième tour pour la liste arrivée en tête. Une liste peut se maintenir au deuxième tour avec 7 % des voix au premier tour, et si elle le souhaite fusionner avec une liste ayant dépassé le seuil de 5 %.

## Listes et candidats
| Parti | Parti                                                                       | Tête de liste         |
| ----- | --------------------------------------------------------------------------- | --------------------- |
|       | Voir plus grand pour elle - Les Républicains - Comité central bonapartiste  | Valérie Bozzi         |
|       | L’Avenir, la Corse en commun - Parti communiste français                    | Jacques Casamarta     |
|       | Un paese da fà - Parti de la nation corse - Femu a Corsica - Corsica libera | Gilles Simeoni        |
|       | Andà per Dumane - La République en marche                                   | Jean-Charles Orsucci  |
|       | Rassemblement pour une Corse républicaine - Front national                  | Charles Giacomi       |
|       | Core in fronte - Rinnovu                                                    | Paul-Félix Benedetti  |
|       | La voie de l’avenir, A strada di l’avvene - DVD                             | Jean-Martin Mondoloni |

Jean-François Baccarelli, après avoir présenté une liste écologiste (A voce di a natura corsa) soutenue par l'Alliance écologiste indépendante, décide de se retirer, principalement en raison d'un problème de budget.
Pour la première en fois en Corse, le Parti radical de gauche ne présente ni ne soutient aucune liste, il en est de même pour le Parti socialiste et Europe Écologie Les Verts à la suite de l'échec de la constitution d'une liste commune autour du groupe dit « de Corte ».
La candidature de la liste « Corse insoumise », rassemblant sept membres et trois anciens membres du Parti communiste français (PCF), dont l’ancien secrétaire général du PCF Corse, s'est vue refuser son investiture par La France insoumise, le mouvement excluant toute alliance avec d'autres formations politiques lorsque cela conduit à transiger sur certains points du programme L'Avenir en commun.

## Participation

### Premier tour
À midi, la participation était de 17,52 %. À 17 heures, elle était de 45,75 %, avant de finalement s'établir a 52,17 % à la clôture des bureaux de vote. Elle était de 59,66 % aux élections de décembre 2015.

### Second tour
À midi, la participation est de 16,07 %, soit 1,45 point de participation en moins par rapport au premier tour.
À 17 h, il est de 44,63 %, soit 1,12 point de moins par rapport au 1er tour.

## Résultats
| composition de l'assemblée de Corse après les élections de 2017 |                        |                        |              |              |             |             |        |               |
| Tête de liste                                                   | Tête de liste          | Liste                  | Premier tour | Premier tour | Second tour | Second tour | Sièges | +/-           |
| Tête de liste                                                   | Tête de liste          | Liste                  | Voix         | %            | Voix        | %           | Sièges | +/-           |
|                                                                 | Gilles Simeoni         | FaC-CL-PNC             | 54 211       | 45,36        | 67 155      | 56,46       | 41     | 17            |
|                                                                 | Jean-Martin Mondoloni  | DVD                    | 17 892       | 14,97        | 21 755      | 18,29       | 10     | 5             |
|                                                                 | Jean-Charles Orsucci   | LREM                   | 13 455       | 11,26        | 15 074      | 12,67       | 6      | 6             |
|                                                                 | Valérie Bozzi          | LR-CCB                 | 15 266       | 12,77        | 14 950      | 12,57       | 6      | en stagnation |
|                                                                 | Paul-Félix Benedetti   | Rinnovu                | 7 996        | 6,69         |             |             | 0      | en stagnation |
|                                                                 | Jacques Casamarta      | PCF                    | 6 788        | 5,68         | 0           | 2           |        |               |
|                                                                 | Charles Giacomi        | FN                     | 3 917        | 3,28         | 0           | 4           |        |               |
|                                                                 |                        |                        |              |              |             |             |        |               |
| Suffrages exprimés                                              | Suffrages exprimés     | Suffrages exprimés     | 119 525      | 97,90        | 118 934     | 96,74       |        |               |
| Votes blancs                                                    | Votes blancs           | Votes blancs           | 1 242        | 1,02         | 2 080       | 1,69        |        |               |
| Votes nuls                                                      | Votes nuls             | Votes nuls             | 1 316        | 1,08         | 1 922       | 1,56        |        |               |
| Total                                                           | Total                  | Total                  | 122 083      | 100          | 122 936     | 100         | 63     | 12            |
| Abstentions                                                     | Abstentions            | Abstentions            | 111 905      | 47,83        | 110 639     | 47,37       |        |               |
| Inscrits/participation                                          | Inscrits/participation | Inscrits/participation | 233 988      | 52,17        | 233 575     | 52,63       |        |               |

Les quatre listes arrivées en tête peuvent se maintenir et éventuellement fusionner. Bien que les deux listes suivantes ait pu fusionner avec une des quatre premières listes à défaut de se maintenir, aucune fusion n'a lieu. La dernière liste n'a pu quant à elle ni se maintenir ni fusionner.

### Conséquences
| Nom | Nom                     | Partis                  | Élus | Élus | Candidat              | Votes |
| --- | ----------------------- | ----------------------- | ---- | ---- | --------------------- | ----- |
|     | Femu a Corsica          | Femu a Corsica          | 28   | 41   | Jean-Guy Talamoni     | 40    |
|     | Corsica libera          | Corsica libera          | 13   | 41   | Jean-Guy Talamoni     | 40    |
|     | Droite régionaliste     | Divers droite           | 10   | 10   | Jean-Martin Mondoloni | 10    |
|     | La République en marche | La République en marche | 6    | 6    | Jean-Charles Orsucci  | 6     |
|     | Les Républicains        | Les Républicains        | 6    | 6    | Valérie Bozzi         | 6     |
| Nul | Nul                     | Nul                     | Nul  | Nul  | Nul                   | 1     |

| Liste présentée par | Liste présentée par | Parti      | Pour | Contre | Abstention |
| ------------------- | ------------------- | ---------- | ---- | ------ | ---------- |
|                     | Gilles Simeoni      | CL-FaC-PNC | 42   | 0      | 21         |